# Badolatosa
Badolatosa là một thành phố ở tỉnh Sevilla, Tây Ban Nha. Theo điều tra dân số của Viện thống kê quốc gia Tây Ban Nha năm 2005, đô thị này có dân số 3198 người.